# 張師繹
張師繹（1575年—1632年），字克隽，號夢澤，南直隶常州府武进县人，軍籍，明朝政治人物。

## 生平
萬曆二十五年（1597年）丁酉科应天乡试舉人，萬曆二十六年（1598年）聯捷戊戌科進士，吏部觀政，次年授知新喻縣，三十三年补东明县，三十六年补南京武学教授，三十八年升南京国子监学正，四十年升南刑部主事，四十二年升郎中，四十四年官常德府知府，万历四十八年二月升浙江副使。天启三年升本省右参政，天啓四年仕至江西按察使。六年为江西道御史李九官疏糾。会璫焰方炽，豫章正士半罹党祸，师绎加意拯护，害将及之，遂拂袖归。杜门著书，所著有《读史一编》、《月鹿堂集》。

## 家族
子张星瑞，順治壬辰会元，端方好学。孫張祖籙，康熙庚戌進士。曾孫张道源，康熙乙丑進士。